# Pellionia vittata
Pellionia vittata är en nässelväxtart som först beskrevs av Hallier f., och fick sitt nu gällande namn av Jacob Gijsbert Boerlage. Pellionia vittata ingår i släktet Pellionia och familjen nässelväxter. Inga underarter finns listade i Catalogue of Life.